# Bomarzo
Bomarzo est une commune de la province de Viterbe dans le Latium en Italie.

## Géographie

### Hameaux
Mugnano in Teverina, Rione Dentro, Rione Borgo, Rione Croci, Rione Madonna del Piano, Rione Poggio.

### Communes limitrophes
Attigliano, Bassano in Teverina, Giove, Graffignano, Soriano nel Cimino, Viterbe, Vitorchiano.

## Histoire
Bomarzo était le siège d'un diocèse de l'Église primitive, alors que la ville portait le nom de Polymartium. Son nom est encore utilisé à ce jour comme siège in partibus d'un évêque.

## Administration
| Période                                  | Période  | Identité       | Étiquette       | Qualité |
| ---------------------------------------- | -------- | -------------- | --------------- | ------- |
| 5 avril 2005                             | En cours | Stefano Bonori | Centro-Sinistra |         |
| Les données manquantes sont à compléter. |          |                |                 |         |

## Lieux et monuments
La commune abrite les Jardins de Bomarzo, un des jardins les plus extravagants de la Renaissance.

## Galerie

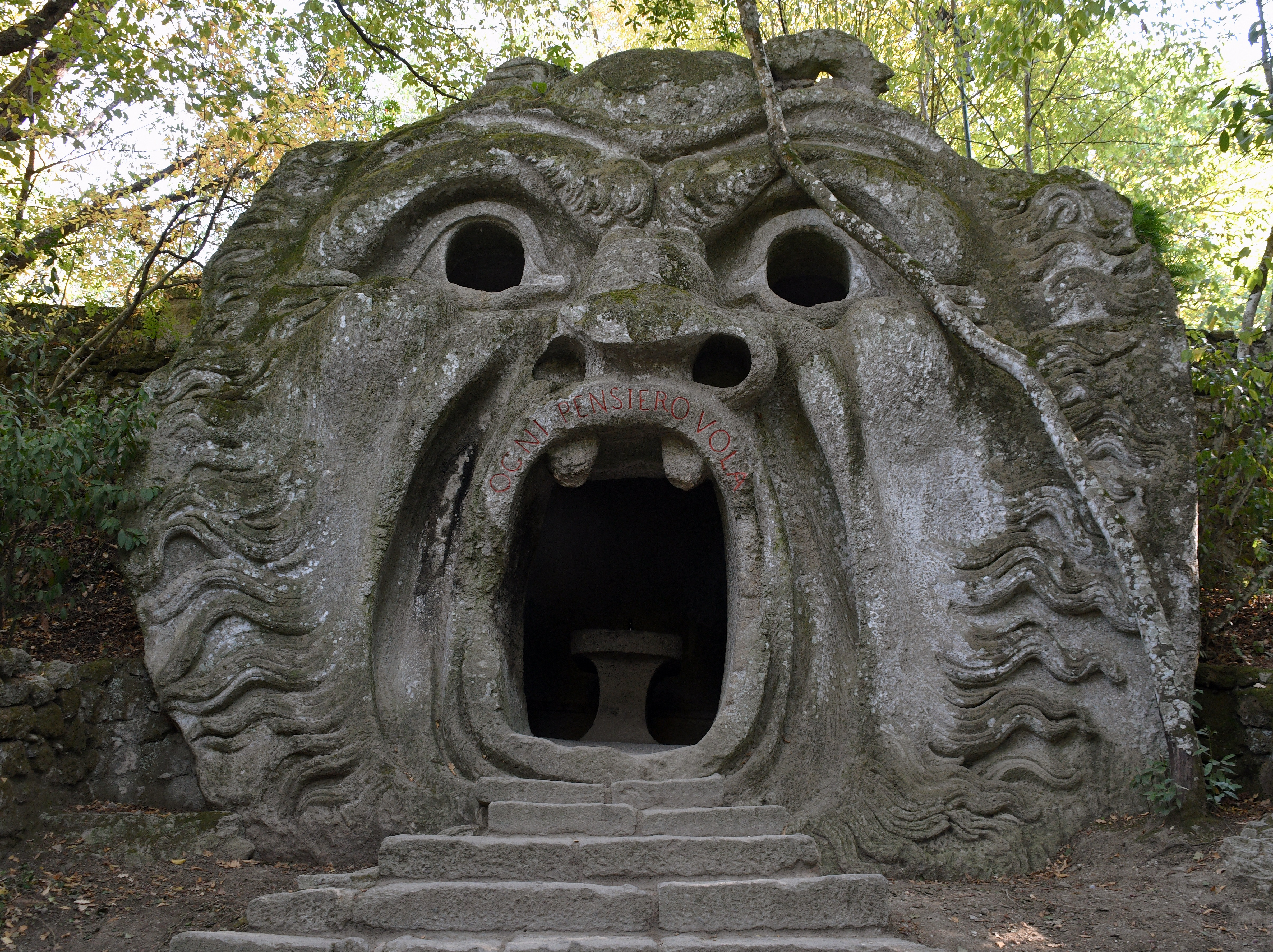
Parc des monstres
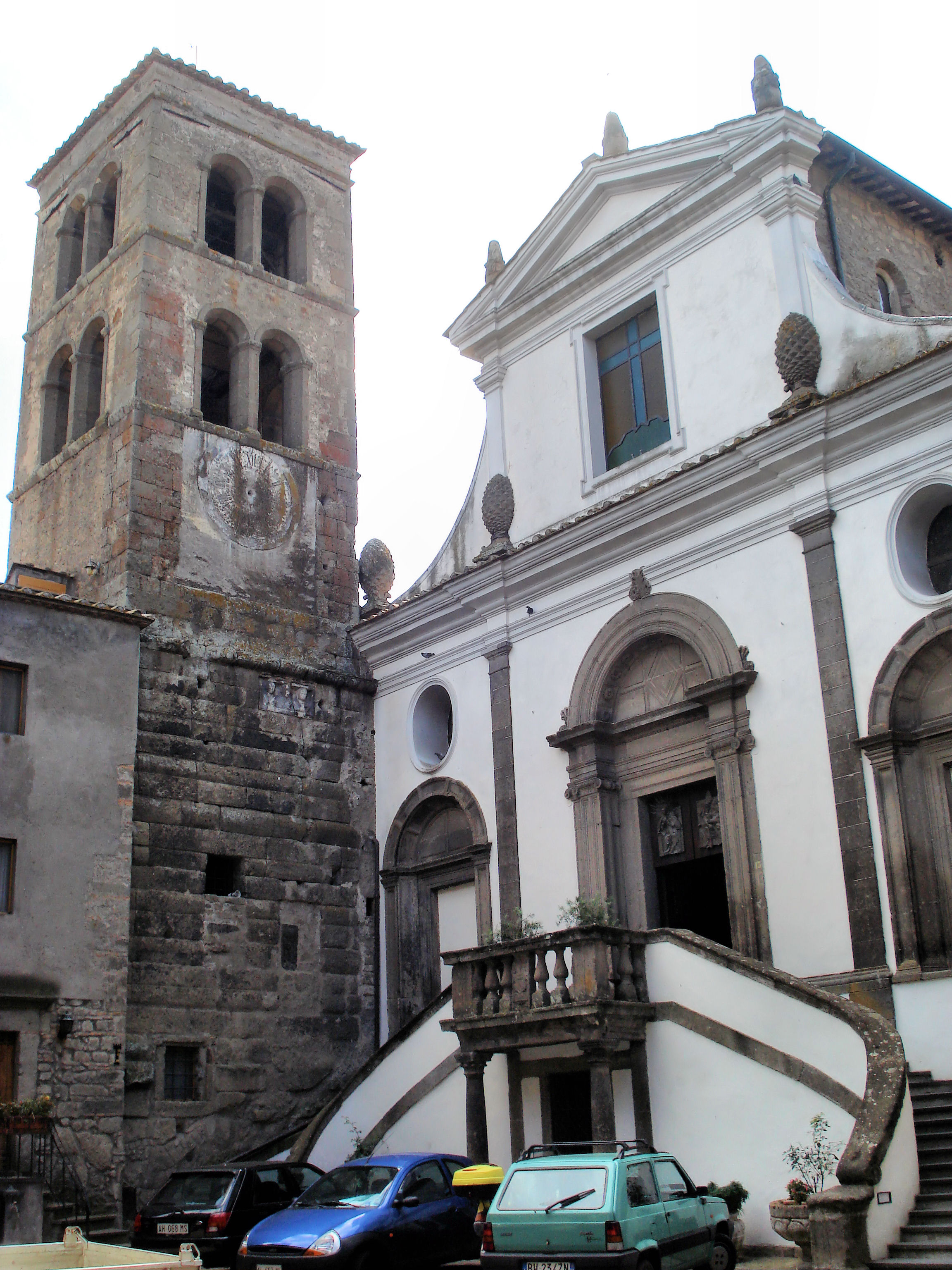
Église de Santa Maria Assunta
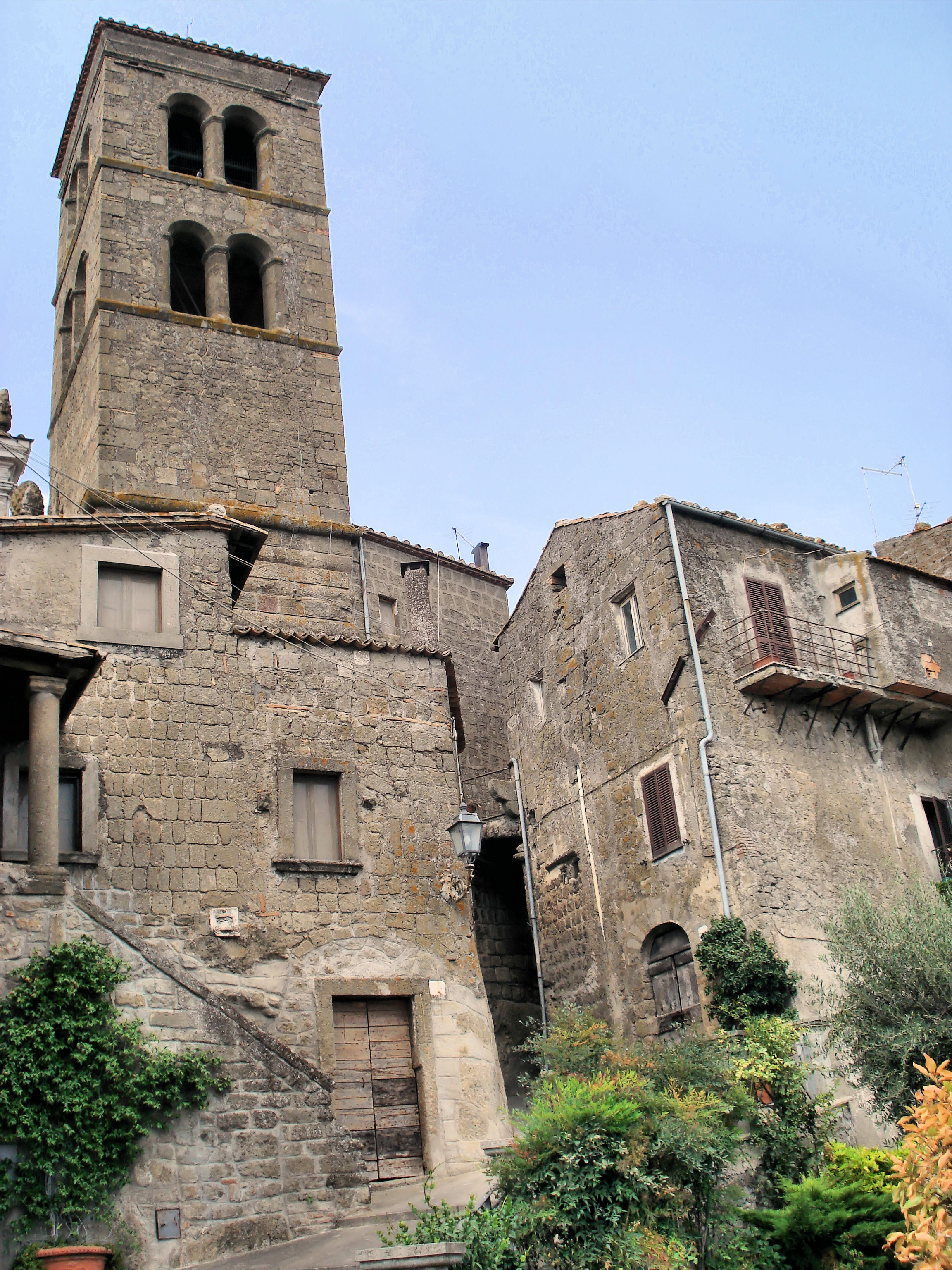
Tour de l'église
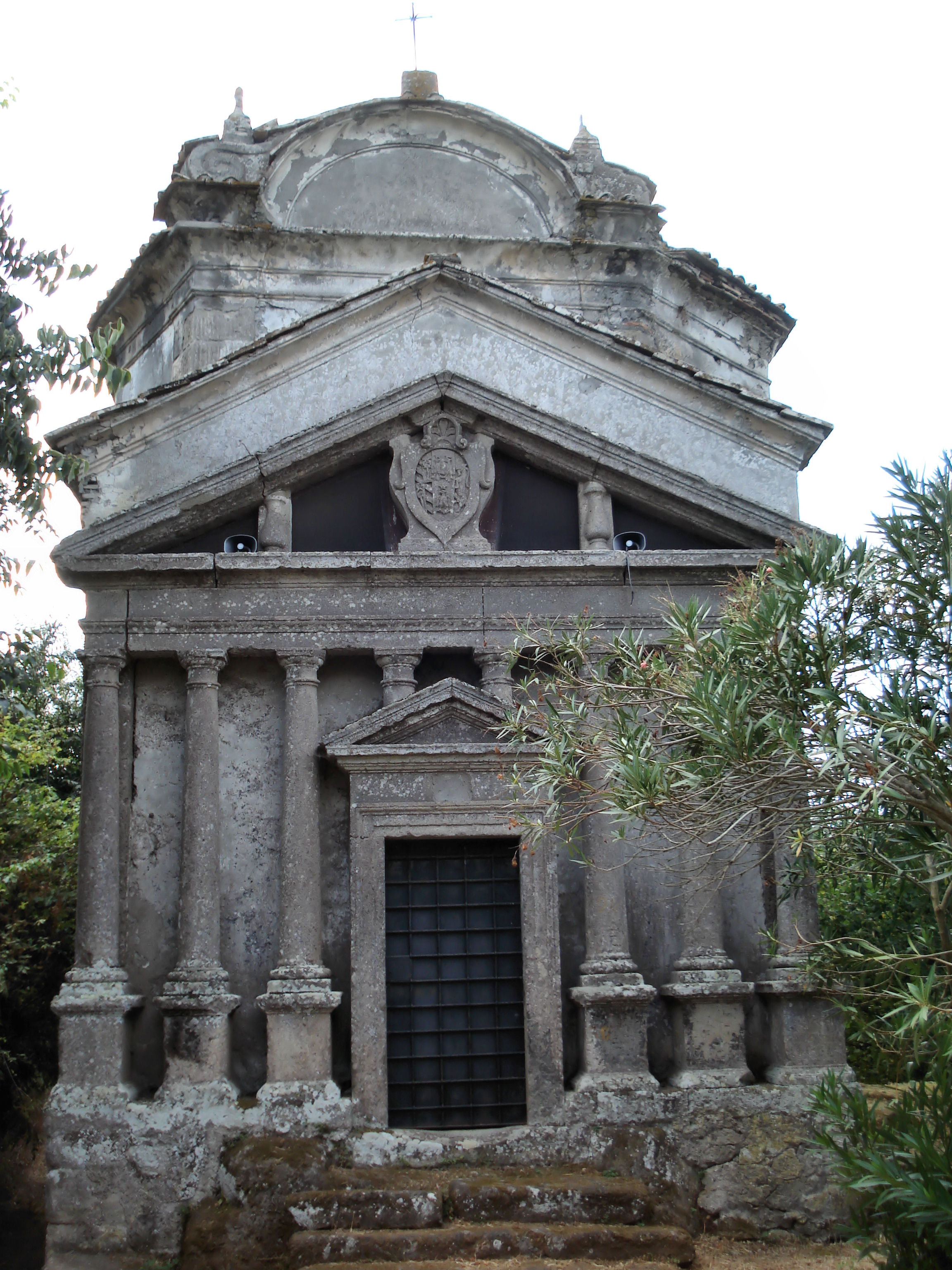
Église de Santa Maria della Valle